# Jonszan (Észak-Hvanghe)
Jonszan (hangul: 연산군, Jonszan-kun, handzsa: 延山郡, RR: Yŏnsan-kun, ’elterülő hegy’) megye Észak-Koreában, Észak-Hvanghe (Hwanghae) tartományban. 1952-ben hozták létre Szuan (Suan) egyes területeiből és emelték megyei rangra.

## Földrajza
Keletről Sinphjong (Sinp'yŏng), délről Szuan (Suan) és Jonthan (Yŏnt'an), nyugatról Szangvon (Sangwŏn), északról a Nam folyó, és annak túlpartján Phenjan (P'yŏngyang)hoz tartozó Kangdong megye, a Dél-Phjongan (P'yŏngan) tartománybeli Höcshang (Hoech'ang) határolja.
Legmagasabb pontja az 1278 méter magas Tegakszan (대각산; 大角山, Taegaksan).

## Közigazgatása
1 községből (up (ŭp)), 14 faluból (ri (ri)) és 1 munkásnegyedből (rodongdzsagu (rodongjagu)) áll:
| - Jonszan-up (연산읍; 延山邑, Yŏnsan-ŭp) - Holdong-rodongdzsagu (홀동로동자구; 笏洞勞動者區, Holdong-rodongjagu) - Kongpho-ri (공포리; 公浦里, Kongp'o-ri) - Tegun-ri (대군리; 大軍里, Taegun-ri) - Terjong-ri (대룡리; 大龍里, Taeryong-ri) - Teszan-ri (대산리; 大山里, Taesan-ri) - Tephjong-ri (대평리; 大坪里, Taep'yŏng-ri) - Tocshi-ri (도치리; 道峙里, Toch'i-ri) | - Pancshon-ri (반천리; 飯泉里, Panch'ŏn-ri) - Pangdzsong-ri (방정리; 芳井里, Pangjŏng-ri) - Szanggok-ri (상곡리; 祥谷里, Sanggok-ri) - Szenggum-ri (생금리; 生金里, Saenggŭm-ri) - Szongszan-ri (송산리; 松山里, Songsan-ri) - Szongcshon-ri (송촌리; 松村里, Songch'on-ri) - Sillak-ri (신락리; 新樂里, Sillak-ri) - Oktok-ri (옥덕리; 玉德里, Oktŏk-ri) |

## Gazdaság
Jonszan (Yŏnsan) megye gazdasága mezőgazdaságra, bányászatra és cementgyártásra épül.

## Oktatás
Jonszan (Yŏnsan) megye egy mezőgazdasági főiskolának, 19 általános és 19 középiskolának ad otthont.

## Egészségügy
A megye számos egészségügyi intézménnyel rendelkezik, köztük 1 megyei és 24 helyi kórházzal.

## Közlekedés
A megye közutakon a szomszédos helységek felől közelíthető meg. A megye vasúti kapcsolatokkal nem rendelkezik.